# Betalningsanmärkning
Betalningsanmärkning är i Sverige en notering hos ett kreditupplysningsföretag som ger kreditupplysningar att en person eller organisation anses vara opålitlig betalare. Vanlig anledning till en sådan notering är att borgenär inlämnat en ansökan om betalningsföreläggande till Kronofogdemyndigheten mot gäldenär. För felaktiga noteringar finns en skyldighet för kreditupplysningsföretaget att rätta.
En vanlig missuppfattning är att det är Kronofogdemyndigheten som utfärdar betalningsanmärkningar, detta är alltså felaktigt. Men det är Kronofogdens beslut som ligger till grund för registreringen, även om det formellt är privata företag som sköter registreringen. Kronofogdens personregister är offentliga. Detta arrangemang finns för att Kronofogden och kreditupplysningsföretag ska kunna hänvisa till varandra vid påståenden om felaktiga anmärkningar.
En annan vanlig missuppfattning är att en betalningsanmärkning uppstår så fort en faktura har betalats för sent. Detta är felaktigt, eftersom en betalningsanmärkning förutsätter att en ansökan om betalningsföreläggande har lämnats in till Kronofogdemyndigheten och att Kronofogdemyndigheten har meddelat ett beslut i ärendet. Sådana beslut brukar dock komma om faktura inte betalat inom en viss tid.
Notering finns kvar i tre år för fysiska personer, men kan förlängas om skulden inte är betald.

## Andra länder
I andra länder finns det privata kreditupplysningsföretag som gör kreditbedömningar, baserat på information från banker och inkassobolag. 
I åtskilliga länder är uppgifter om myndigheters ingripande mot privatpersoner sekretessbelagda (till skillnad mot Sverige), så information om vad motsvarigheten till Kronofogden gör kan då inte användas till kreditupplysning.
I USA och fler länder gör man en avancerad beräkning enligt ett sammanvägt index, där man väger in olika faktorer, såsom inkomst, skulder, säkerhet, betalningshistoria med mera. En mycket sen betalning av något behöver inte betyda att man inte får lån, det är en faktor av flera. Processen kallas "credit scoring".
Detta till skillnad från Sveriges system med "bra/dålig". Om man slipper betalningsanmärkning på en sen betalning i Sverige, är det inget problem, medan betalningsanmärkning ger mer eller mindre total spärr, även på skäl till sen betalning såsom att en adressändring inte förlängts.